# Emoia aneityumensis
Espèce
Statut de conservation UICN

 EN B1ab(iii) : En danger
Emoia aneityumensis est une espèce de sauriens de la famille des Scincidae.

## Répartition
Cette espèce est endémique de Vanuatu.

## Étymologie
Son nom d'espèce, composé de aneityum et du suffixe latin -ensis, « qui vit dans, qui habite », lui a été donné en référence au lieu de sa découverte : l'île d'Aneityum.

## Publication originale
- Medway, 1974 : A new skink (Reptilia: Scincidae: genus Emoia) from the New Hebrids, with comments on the status of Emoia samoaensis loyaltiensis (Roux). Bulletin of the British Museum (Natural History). Zoology, vol. 27, p. 53-57 (texte intégral).